# 슈카 (스튜디오)

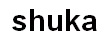

슈카(Shuka Co., Ltd., 주식회사슈카, 株式会社朱夏)는 브레인즈 베이스의 전 직원이 2013년에 설립한 일본 애니메이션 스튜디오이다.

## 작품

### 텔레비전
- 듀라라라!!
- 91 데이즈
- 나쓰메 우인장

### 영화
- 나츠메 우인장: 세상과 연을 맺다